# Vardges Sureniants
Vardges Sureniants (en arménien Վարդգես Սուրենյանց), né le 27 février 1860 à Akhaltsikhé et mort le 6 avril 1921 à Yalta, est un peintre, sculpteur, illustrateur, traducteur, critique d'art et artiste de théâtre arménien. Il est considéré comme le fondateur de la peinture d'histoire arménienne,.

## Biographie
Vardges Sureniants est né le 27 février 1860 à Akhaltsikhé, dans une famille d'ecclésiastiques. En 1868, avec sa famille, il déménage à Simferopol (Crimée)․ Il fait ses études à l’Institut Lazarev des langues orientales․ En 1872, ils déménagent à Moscou. Il continue ses études à l’école de peinture, de sculpture et d’architecture de Moscou, dans la faculté d’architecture. Il devient peintre grâce à son apprentissage dans l'Académie impériale de Munich. Dans cette ville, il étudie les arts graphiques et publie des caricatures dans un journal satirique.
En 1881, Sureniants voyage en Italie et  étudie la miniature arménienne. Il participe à une expédition scientifique en Iran, et fasciné par ce qu’il y découvre, il crée des toiles sur des thèmes orientaux et les  expose à Moscou pendant l’exposition de l’association des amateurs d’art. Pendant cette expédition, il voyage en Arménie russe pour la première fois.
En 1890-1891, à  l’invitation d’Hovhannès Toumanian, il donne des cours de peinture et d’histoire de l’art au Séminaire Gevorkian. Vardges voyage en France, en Espagne d’où il revient avec des peintures qu’il a faites comme La cour de la mosquée de l'Alhambra, Église Saint-Germain des Prés,.
En 1901, la première et unique exposition individuelle de sa vie est ouverte  à Bakou.
Entre les années 1905-1915, il vit à Saint-Pétersbourg. En 1912, sa toile  Salomé est  exposée  à  l’exposition consacrée aux 100 ans de l'Académie des Beaux-Arts de Munich et, en 1914  à l’exposition mondiale de Venise․ En 1915, il part pour Etchmiadzin et pour Tbilissi et peint des portraits des réfugiés arméniens. Il crée une série de compositions qui décrivent les massacres des Arméniens.
En 1916, il fonde l’association des artistes arméniens à Tbilissi avec Eghishé Tadévossian, Martiros Sarian et Panos Terlemezian.
Il vit à l’étranger, mais il a un lien très fort avec le peuple arménien.
Il parle dix langues qui l’aide à étudier l’art et la littérature de différentes cultures. Sureniants illustre des livres, des contes arméniens et traduit entre autres les œuvres de William Shakespeare, de Goethe, d’Heinrich Heine, d’Oscar Wilde. Il décore des spectacles et, dans ce domaine, il rencontre des succès surtout pendant la coopération avec le théâtre artistique de Moscou.

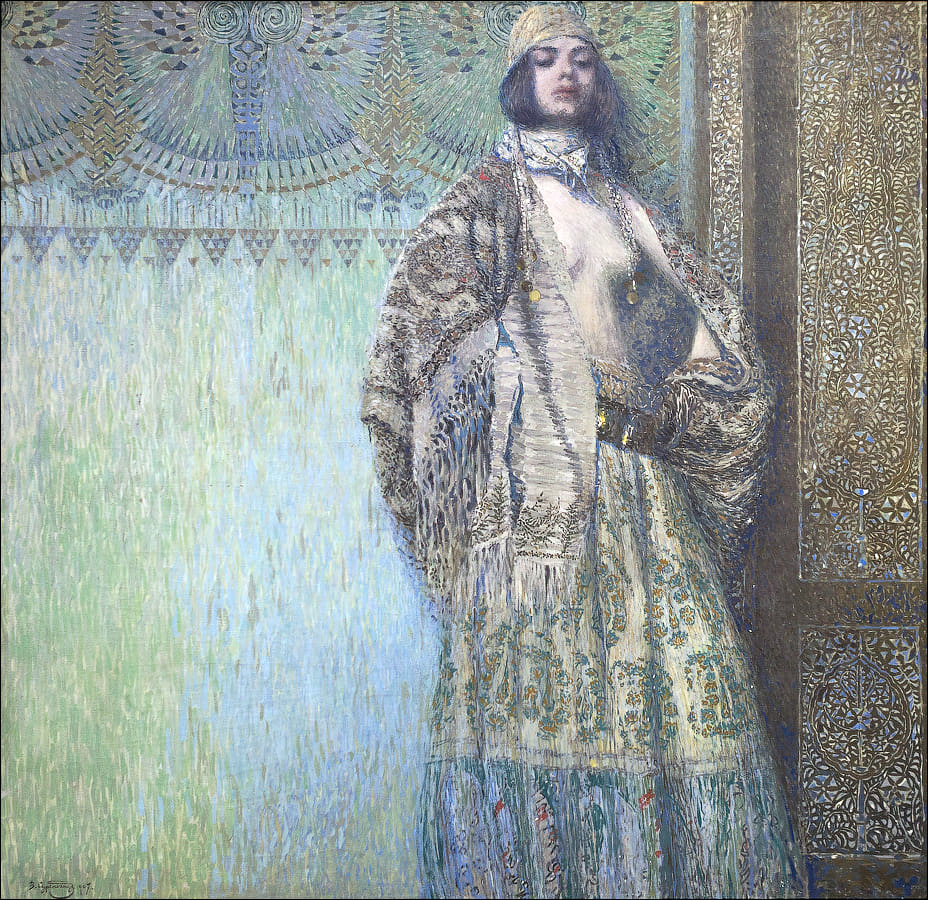
Salomé, 1907, Galerie nationale d'Arménie

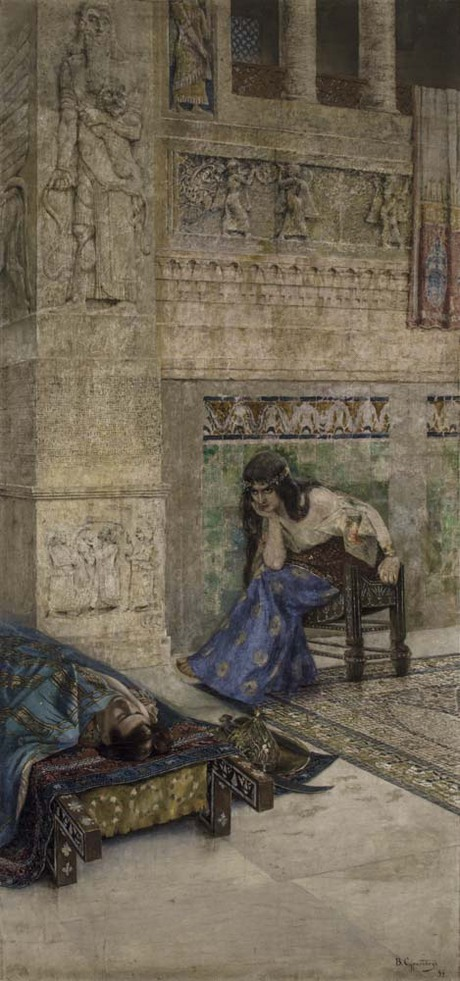
Sémiramis devant le cadavre d’Ara la Beau, 1899, Galerie nationale d'Arménie

Entre les années 1917-1920, il déménage à Yalta pour illustrer l’église arménienne. A cette époque, il tombe gravement malade. Il meurt le 6 avril 1921.

## Œuvre

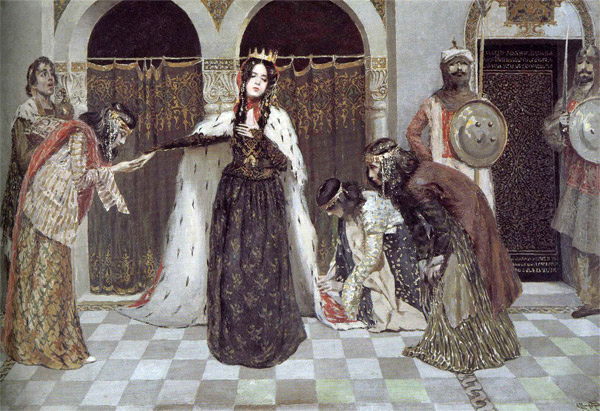
Le retour de la reine sur le trône, 1909

Vardges Sureniants est un peintre réaliste. Il dit que ‘’les artistes doivent peindre la vie telle qu’on la voit’’. Sa principale technique picturale est le pointillisme. Dans ses toiles il montre le passé héroïque du peuple arménien, son avenir et présent, son espérance et ses souffrances. Sureniants peint aussi des paysages, des portraits. A travers l’art, il vivifie les évènements historiques.
Dans la toile La Sainteté bafoué (Ոտնահարված սրբություն) on voit toute la tragédie des Arméniens. Cette toile est une plainte contre la destruction de la culture arménienne. Une autre manifestation contre les envahisseurs de la culture  arménienne est la toile Shamiram devant le cadavre de Ara Géghétsik.
La toile Le Monastère de Hripsimé est le seul paysage parmi les toiles des années 1890. Parmi ses autres œuvres, on peut citer Le Portrait du Vieillard (Ծերունու դիմանկար), La Sérénade (Սերենադ (Ցայգերգ)), La Sainte-Vierge avec l’Enfant (Տիրամայրը մանկան հետ), Ferdowsi lisant le poème Shahnameh devant le shah Mahmoud de Ghazni, Le retour de la reine Isabelle d’Arménie, et Salomé.